# Albert Hellebaut
Albert Hellebaut, né à Malines le 9 décembre 1868 et mort à Woluwe-Saint-Lambert le 24 juin 1951, est un lieutenant-général et ministre belge de la Défense nationale. 

## Biographie
Albert Joseph Jacques Jean Népomucène Hellebaut, né à Malines le 9 décembre 1868, est le fils du général Joseph Hellebaut et d'Anne Defresne. Il se marie en premières noces avec Thérèse Haeck (1873-1914) qui lui donne quatre enfants puis, après son décès, avec Cécile Lagazy.
Comme son père, il s'engage dans l'armée belge. Il entre à l'École royale militaire en 1886 dont il sort diplômé sous-lieutenant dans l'artillerie en 1889. Après avoir été breveté d'état-major à l'École de guerre, il rejoint les cabinets ministériels des ministres Vandenpeereboom, Cousebandt d'Alkemade et de son père Joseph Hellebaut. En août 1914 au début de la Première Guerre mondiale, il commande le groupe d'artillerie de la 12e brigade à Liège. Il combat sur L'Yser et, en 1915, prend le commandement du régiment d'artillerie lourde nouvellement créé. En 1916, il passe à la tête de l'artillerie de la 5e division. Il est promu général-major en 1917. Après l'Armistice, il devient gouverneur de la Position fortifiée de Liège, puis commande la 5e division à Namur.
En mars 1920, il est promu lieutenant-général, grade le plus élevé dans la hiérarchie militaire belge. Il commande le 2e corps d'armée en juin 1924 et est brièvement ministre de la Défense nationale en mai-juin 1925 dans le gouvernement Vande Vyvere. À la chute de ce gouvernement, il est nommé à la tête de la 2e circonscription militaire d'Anvers et du 2e corps d'armée jusqu'à sa pension en décembre 1930. 
À la fin des années 1920, il est un des grands promoteurs de la doctrine militaire qui consiste à défendre l'intégralité de la frontière est de la Belgique en cas d'agression et en particulier l'Ardenne belge. Après sa mise à la pension, il continue à intervenir dans les débats militaires et rallie à cette thèse Albert Devèze, ministre de la Défense nationale dans plusieurs gouvernements. Ce dernier décide alors la mise sur pied une nouvelle unité d'infanterie chargée de cette mission, les Chasseurs ardennais. Lors de la Seconde Guerre mondiale, ceux-ci s'illustreront par leur combativité au cours de la campagne des 18 jours.
Très croyant, il était devenu oblat à l'abbaye de Maredsous.

## Publications
- Psychologie des armées modernes, dans la Revue de l'Armée Belge, 1906
- Quelques suggestions pour augmenter la valeur et le prestige de l'armée nouvelle, dans le Bulletin belge des sciences militaires, 1924
- L'armée belge devant l'invasion allemande, 1931
- Mémoires du lieutenant général Joseph Hellebaut, ancien ministre de la guerre, précédé d'une biographie, Bruxelles, 1933

## Distinctions
Albert Hellebaut est titulaire de nombreuses distinctions parmi lesquelles :
- Grand officier de l'ordre de Léopold (Belgique) ;
- Grand-croix de l'ordre de la Couronne en novembre 1830 (Belgique).